# Демо (гетера)
Демо́ (дав.-гр. Δημω, III сторіччя до н. е.) — афінська гетера, яка мала стосунки з трьома басилевсами династії Антигонідів.
Згідно Афінею вона була коханкою басилевса Деметрія Поліоркета. Але його батько Антигон Монофтальм також був закоханий до нестями у гетеру. Одного разу він наказав стратити гетеру Оксіфеміду, за її наказ колесувати служниць Демо.
Пізніше вона була коханкою басилевса Антигона Гоната, від якого народила сина Алкіонея.
Плутарх називав її разом з іншими коханками Деметрія — Ламією, Хрісідою, Антикірою — «всесвітньо відомими шльондрами».

## Демо та Ламія
У Демо були напружені стосунки з іншою коханкою Деметрія — Ламією Афінською. Зберігалося кілька анекдотів, де Демо докоряла суперниці на її вік, Ламія була значно старішою.
|                        | Одного разу під час пиру Ламія грала на флейті, і Деметрій спитав Демо, на прізвисько Скажена: «Ну як на твій погляд?» — «На мій погляд — стара, володарю». В інший раз, показуючи на вишукані страви, які подали до столу, Деметрій сказав їй: «Бачиш, скільки всього посилає мені моя Ламія?» — «Поспи ще з моєю матір'ю — вона пришле тобі значно більше», — відповіла Демо. |
| — Плутарх, Деметрій 27 | |